# Pócs Éva
Pócs Éva (Budapest, 1936. június 27.– ) Széchenyi-díjas magyar néprajzkutató (etnográfus), folklorista, az MTA doktora. Kutatási területéhez tartozott a magyar néphit rendszere‚ az európai vallásetnológia és mitológiák, a boszorkányság, a halottkultusz és a sámánizmus.

## Életrajz

### Karrier
Karrierjét a budapesti Néprajzi Múzeumban kezdte, ahol gyakornok volt 1959 és 1960 között. 1960-ban szerezte első diplomáját az Eötvös Loránd Tudományegyetem (ELTE) néprajz-magyar, muzeológusi és középiskolai tanári szakon. Az 1960-as évek első felében a szolnoki Damjanich János Múzeumban dolgozott segédmuzeológusként, majd muzeológusként. 1965 és 1968 között az ELTE Néprajzi Tanszékén kutató (aspirantúra).
Az ELTE-n végzett tanulmányait követően a Magyar Tudományos Akadémia Néprajzi Kutatóintézetén, 1968 és 1989 között munkatárs, 1990-től tudományos osztályvezető, 1993-tól pedig egyetemi docens.
1991 és 1999 között a Szegedi Tudományegyetem hallgatói számára tartott előadásokat.
1999-2007 között a Pécsi Tudományegyetem Néprajz – Kulturális Antropológia Tanszékén egyetemi tanár. 2008-tól ugyanitt professor emeritus (nyugdíjba vonult professzor).
1982-ben a néprajz- és kulturális antropológia terén tudományos fokozatot (PhD), majd 1998-ban az MTA doktora (DSc) fokozatot kapta.
Több európai egyetemen tartott előadásokat, köztük Berlinben, Stockholmban, Londonban, Yorkban, Edinburghben és Helsinkiben.
Számos olyan könyv szerzője, amely Európa "pogány" hiedelmeivel és annak természetfeletti kommunikációjával foglalkozik.

### Magánélet
Az egyetemen ismerte meg későbbi férjét, Csalog Zsoltot (1935–1997), aki íróként és szociológusként lett ismert. Az 1970-es évek végén elváltak.
Gyermekeik: Csalog Gábor (1960) zongoraművész, egyetemi tanár; Csalog Benedek (1965) fuvolaművész, Csalog Eszter (1970) klasszika filológus, nyelvtanár, fordító.

## Díjai
Karrierje során számos díjat, kitüntetést kapott.
- 1972: Jankó János-díj (Magyar Néprajzi Társaság)
- 1995: Pro Scientia díj és emlékérem
- 1995: Györffy István emlékérem (Magyar Néprajzi Társaság)
- 1998: “Az év kiemelkedő szellemi alkotása” díj“ (Pécsi Tudományegyetem)
- 2000: Szűcs Jenő-díj (Soros Alapítvány)
- 2002: Ortutay Gyula emlékérem (Magyar Néprajzi Társaság)
- 2003: "A kiemelkedő szellemi alkotás éve" díj (Pécsi Egyetem)
- 2004: Herder-díj [8]
- 2009: Nemzetközi Népi Elbeszéléskutató Társaság (ISFNR) tiszteletbeli tagsága
- 2019: Széchenyi-díj [9]

## Művei
- Magyar ráolvasások, 1-2.; összeáll. Pócs Éva; MTA Könyvtára, Bp., 1985–1986
- Szem meglátott, szív megvert. Magyar ráolvasások; vál., összeáll., jegyz., utószó Pócs Éva; Helikon, Bp., 1986 (Prométheusz könyvek)
- Tündérek, démonok, boszorkányok; Akadémiai, Bp., 1989 (4D)
- Élők és holtak, látók és boszorkányok. Mediátori rendszerek a kora újkor forrásaiban; Akadémiai, Bp., 1997 (Néprajzi tanulmányok)
- Eksztázis, álom, látomás. Vallásetnológiai fogalmak tudományközi megközelítésben; szerk. Pócs Éva; Balassi–University Press, Bp.–Pécs, 1998 (Tanulmányok a transzcendensről)
- Lélek, halál, túlvilág. Vallásetnológiai fogalmak tudományközi megközelítésben; szerk. Pócs Éva; Balassi, Bp., 2001 (Tanulmányok a transzcendensről)
- Demonológia és boszorkányság Európában; szerk. Pócs Éva; L'Harmattan–PTE Néprajzi Tanszék, Bp.–Pécs, 2001 (Studia ethnologica Hungarica)
- Magyar néphit Közép- és Kelet Európa határán. Válogatott tanulmányok I.; L'Harmattan, Bp., 2011 (Szóhagyomány)
- Közösség és identitás; szerk. Pócs Éva; L'Harmattan–PTE Néprajzi Tanszék, Bp.–Pécs, 2002 (Studia ethnologica Hungarica)
- Mikrokozmosz – makrokozmosz. Vallásetnológiai fogalmak tudományközi megközelítésben; szerk. Pócs Éva; Balassi, Bp., 2002 (Tanulmányok a transzcendensről)
- Rítus és ünnep az ezredfordulón. Tudományos konferencia Marcaliban, 2002. május 13-15.; szerk. Pócs Éva; L'Harmattan–Marcali Város Helytörténeti Múzeum, Bp.–Marcali, 2004 (Studia ethnologica Hungarica)
- Folyamatok és fordulópontok. Tanulmányok Andrásfalvy Bertalan tiszteletére; szerk. Pócs Éva; L'Harmattan–PTE Néprajzi Tanszék, Bp.–Pécs, 2003 (Studia ethnologica Hungarica)
- Áldás és átok, csoda és boszorkányság allásetnológiai fogalmak tudományközi megközelítésben; szerk. Pócs Éva; Balassi, Bp., 2004 (Tanulmányok a transzcendensről)
- Múlt és jelen. Tudományos konferencia a Pécsi Tudományegyetem Néprajz Tanszékének 10 éves jubileumán 2001. szeptember 17-18-án; szerk. Pócs Éva; L'Harmattan–PTE Néprajzi Tanszék, Bp.–Pécs, 2004 (Studia ethnologica Hungarica)
- Maszk, átváltozás, beavatás. Vallásetnológiai fogalmak tudományközi megközelítésben; szerk. Pócs Éva; Balassi, Bp., 2007 (Tanulmányok a transzcendensről)
- Démonok, látók, szentek. Vallásetnológiai fogalmak tudományközi megközelítésben; szerk. Pócs Éva; Balassi, Bp., 2008 (Tanulmányok a transzcendensről)
- Tárgy, jel, jelentés. "Tárgy és folklór" konferencia Vaján, 2005. október 7-9-én; szerk. Pócs Éva; L'Harmattan–PTE Néprajzi Tanszék, Bp.–Pécs, 2008 (Studia ethnologica Hungarica)
- "Vannak csodák, csak észre kell venni". Helyi vallás, néphit és vallásos folklór Gyimesben 1.; szerk. Pócs Éva; L'Harmattan–PTE Néprajzi Tanszék, Bp.–Pécs, 2008
- Mágikus és szakrális medicina. Vallásetnológiai fogalmak tudományközi megközelítésben; szerk. Pócs Éva; Balassi, Bp., 2010 (Tanulmányok a transzcendensről)
- Hiedelemszövegek; szerk. Pócs Éva, közrem. Balatonyi Judit, Gulyás Judit; Balassi, Bp., 2012 (A magyar folklór szövegvilága)
- Szent helyek, ünnepek, szent szövegek. Tanulmányok a romániai magyarság vallási életéből; szerk. Pócs Éva; L'Harmattan–PTE Néprajz-Kulturális Antropológia Tanszék, Bp.–Pécs, 2012 (Studia ethnologica Hungarica)
- Test, lélek, szellemek és természetfeletti kommunikáció. Vallásetnológiai fogalmak tudományközi megközelítésben; szerk. Pócs Éva; Balassi, Bp., 2015 (Tanulmányok a transzcendensről)
- Áldozat, divináció, istenítélet. Vallásetnológiai fogalmak tudományközi megközelítésben; szerk. Pócs Éva; Balassi, Bp., 2018 (Tanulmányok a transzcendensről)
- Népi vallás és mágia Közép-Kelet-Európában. Válogatott tanulmányok II.; L'Harmattan–PTE Néprajz-Kulturális Antropológia Tanszék, Bp.–Pécs, 2018 (Studia ethnologica Hungarica)
- Tér és idő a néphitben
- Teremtés
- A magyarországi boszorkányság forrásai III.
- The World Tree of the Conquering Hungarians in the Light of Scholarly Illusions (2023)

### Társszerzőként
- Cs. Pócs Éva–Hoppál Mihály: Kérdőív a palóc néphit és népi gyógyászat gyűjtéséhez; Heves Megyei Tanács, Eger, 1970 (Palóc kutatás)
- Bihari Anna–Pócs Éva: Képes magyar néprajz; fotó Adler Artúr et al., rajz, térkép Kiss Mariann; Corvina, Bp., 1985
- Magyarországi boszorkányperek. Kisebb forráskiadványok gyűjteménye, 1-2.; összeáll. Klaniczay Gábor, Kristóf Ildikó, Pócs Éva; MTA Néprajzi Kutató Csoport, Bp., 1989
- Ősök, táltosok, szentek. Tanulmányok a honfoglaláskor és Árpád-kor folklórjából; szerk. Pócs Éva, Voigt Vilmos, munkatárs Csonka-Takács Eszter; MTA Néprajzi Kutatóintézete, Bp., 1996
- Két csíki falu néphite a századvégen; szerk. Pócs Éva; Európai Folklór Intézet–Osiris, Bp., 2001 (Örökség)
- "Bételjesítem Isten akaratját...". A lészpedi szent leány látomásai; közread. Kóka Rozália, tan. Pozsony Ferenc, Pócs Éva; L'Harmattan–PTE Néprajz-Kulturális Antropológia Tanszék, Bp.–Pécs, 2006 (Fontes ethnologiae Hungaricae)
- Álmok és látomások a 20-21. századból. Szöveggyűjtemény, 1.; szerk. Keszeg Vilmos, Peti Lehel, Pócs Éva; L'Harmattan–PTE Néprajz-Kulturális Antropológia Tanszék, 2009
- Boszorkányok, varázslók és démonok Közép-Kelet-Európában; szerk. Klaniczay Gábor, Pócs Éva; Balassi, Bp., 2014 (Vallásantropológiai tanulmányok Közép-Kelet-Európából)
- Orvosistenektől a hortikulturális utópiáig. Tanulmányok a Kárpát-medence vonzáskörzetéből; szerk. Hesz Ágnes, Pócs Éva; Balassi, Bp., 2016 (Vallásantropológiai tanulmányok Közép-Kelet-Európából)

## Külső linkek
- Magyar Tudományos Akadémia (magyarul)
- Ponticulus Hungaricus Archiválva 2019. augusztus 28-i dátummal a Wayback Machine-ben (magyarul)
- Magyar Doktori Tanács – profil (magyarul)
- Pócs Éva az Internet Movie Database oldalon (angolul)